# トッレマッジョーレ
トッレマッジョーレ（イタリア語: Torremaggiore）は、イタリア共和国プッリャ州フォッジャ県にある、人口約17,000人の基礎自治体（コムーネ）。

## 地理

### 位置・広がり

#### 隣接コムーネ
隣接するコムーネは以下の通り。括弧内のCBはカンポバッソ県（モリーゼ州）所属を示す。
- カザルヴェッキオ・ディ・プーリア
- カステルヌオーヴォ・デッラ・ダウニア
- ルチェーラ
- ロテッロ (CB)
- サン・パオロ・ディ・チヴィターテ
- サン・セヴェーロ
- サンタ・クローチェ・ディ・マリアーノ (CB)
- セッラカプリオーラ

## 行政

### 分離集落
トッレマッジョーレには、以下の分離集落（フラツィオーネ）がある。
- Masseria Casone della Valle, Masseria Checchia, Masseria Figurella, Masseria Gatti, Masseria la Marchesa, Masseria Pazienza, Masseria Petrulli, Masseria Piscicelli, Masseria Resicata, Masseria Russo, Masseria Stilla, Masseria Tabanaro, Ponte del Porco, Villa Ciaccia

## 姉妹都市
- カノーザ・ディ・プーリア、イタリア 2003年
- バッファロー、アメリカ合衆国 2004年
- ヴィッラファッレット、イタリア 2009年